# Fausto Gual y Doms de Torrella
Fausto Gual y Doms de Torrella, también conocido como Fausto Gual de Torrella (Palma, 1823-1895) fue un aristócrata y político mallorquín.
Pertenecía a una familia aristocrática muy arraigada en Mallorca. Bernardo de Torrella había sido el primer virrey de Mallorca y su hermano, Ramon de Torrella, el primer obispo.
Durante la última etapa del reinado de Isabel II, Gual de Torrella fue elegido diputado en Cortes en 1864 por el distrito de Manacor y en 1867 por el de Palma.
Tras la revolución de 1868, militó en el partido carlista y logró popularizar las ideas tradicionalistas en la isla. Estallada la tercera guerra carlista, fue aprendido en el castillo de Bellver y más tarde desterrado en Cáceres.
Fue el jefe de Comunión Tradicionalista en Mallorca desde 1891 hasta su muerte, sustituyendo al marqués de Reguer. Fue invitado a la boda de Carlos VII con Berta de Rohan.
En las elecciones generales españolas de 1893 volvió a ser elegido diputado por el distrito de Palma .  A su muerte le sustituyó como jefe regional carlista Felip Villalonga Mir y Despuig .

Había contraído matrimonio D. Pedro Gual y Barco con D.a Gertrudis de Suelves y su hijo D. Pedro Gual y Suelves tuvo por esposa a Da Vicenta Vives de Cañamás, cuyo hijo D. Pedro Gual y Vives fue instituido heredero por su abuelo en su testamento de 20 de enero de 1812 ante D, José Tous, notario. Del matrimonio de D. Pedro Gual y Vives con Dña. Antonia de Salas nació D. Pedro Gual y Salas, último oseedor, de la totalidad del fideicomiso de Desmur. A su muerte, sin descendencia masculina, reclamó la mitad reservada de los bienes vinculados D. Fausto Gual de Torrella y Doms, hijo de D. Vicente Gual y Vives de Cañamás y de Dña. María de la Coincepción Doms de Torrella, y mediante escritura de 16 de agosto de 1877, otorgada ante el notario D. Miguel Pons y Barrutia, las hermanas Dña. Antonia y Dña. María Gual y Veri hicieron entrega y traspaso del predio Son Gallard, en pago de dicha mitad resérvame de bienes vinculados sujetos al orden agnaticio, o sea los fideicomisos fundados por el Doctor Arnaldo Desmur en 1425 y D. Mateo Gual y Pueyo en 1713 al sucesor legítimo D. Fausto Gual de Torrella.